# Жерар Жуњо
Жерар Жан Жуњо (фр. Gérard Jean Jugnot; 4. мај 1951. године), француски је позоришни и филмски глумац, редитељ, сценариста и продуцент, најпознатији по комичним улогама. Један је од популарнијих глумаца у Француској.
Заједно са Кристијаном Клавјеом, Тијеријем Лермитом, Мишелом Бланом и осталим познатим глумцима члан је француске трупе Л' Сплендид, са којом је снимио више филмова. Са трупом је глумио у неколико филмова, од којих су најпознатији Les Bronzés (1978), Les Bronzés font du ski (1979) и Le Père Noël est une ordure (1982).